# Сёдерхольм, Маргит
Маргит Карлотта Сёдерхольм (швед. Margit Charlotta Söderholm; 17 марта 1905, Адольф-Фредрик, Стокгольм — 23 ноября 1986, Оскар, Стокгольм) — шведская писательница.

## Биография и творчество
Маргит Сёдерхольм родилась в 1905 году в Стокгольме. Получив в 1935 году степень магистра, она много лет работала школьной учительницей. Её литературный дебют состоялся в 1940 году, когда вышла её книга для девочек «Skolflicksbekymmer». По второму её роману, «Driver dagg, faller regn» (1943), в 1946 году был снят фильм, имевший огромный успех: его посмотрели в кино около двух миллионов человек.
Примечательно, что писательница, всю жизнь прожив в Стокгольме, в качестве места действия большинства своих произведений предпочитала сельскую местность. За «Driver dagg, faller regn», самым известным из её «сельских» романов, последовал ряд книг, повествующих о патриархальной жизни поместий, без указаний на конкретный исторический период. Среди них особый успех имела серия о поместье Хеллеста. Первый роман из этой серии, «Grevinnan H», был издан в 1945 году и был основан на старинной легенде о Пинторпафрун. Всего в серию входят семь романов, рассказывающих историю четырёх поколений одного рода; последний вышел в 1980 году.
В большинстве книг Сёдерхольм присутствует также романтическая линия, однако её трактовка этой темы не отличается оригинальностью и изобилует многочисленными клише. Вероятно, по этой причине её творчество не рассматривалось критиками как серьёзная литература, и, несмотря на большую популярность у читателей и многочисленные переводы на другие языки, не относилось ими к числу выдающихся достижений шведской литературы. Кроме того, существуют свидетельства, что в 1930-х — 1940-х годах Маргит Сёдерхольм сочувствовала идеям нацизма, что, по всей видимости, также привело к забвению её творчества. Тем не менее в 1970-х годах к книгам Сёдерхольм вновь возник интерес, в первую очередь среди женской аудитории.
Маргит Сёдерхольм умерла в Стокгольме в 1986 году.